# 勒梅茨鄉

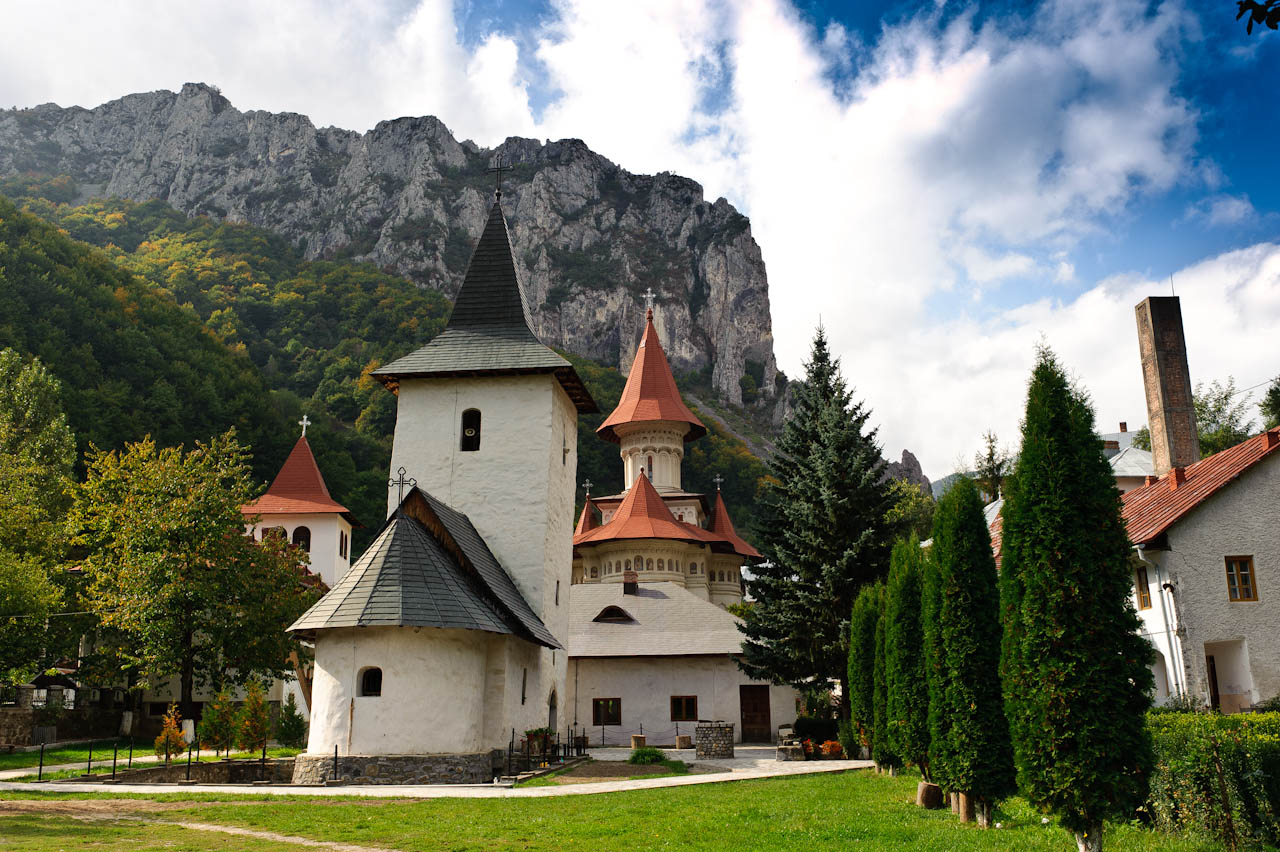

46°18′N 23°32′E / 46.300°N 23.533°E
勒梅茨鄉（羅馬尼亞語：Comuna Râmeț, Alba），是羅馬尼亞的鄉份，位於該國中部，由阿爾巴縣負責管轄，面積79平方公里，海拔高度473米，2011年人口574，人口密度每平方公里9人。